# Mount Keyser
Mount Keyser är ett berg i Antarktis. Det ligger i Östantarktis. Australien gör anspråk på området. Toppen på Mount Keyser är 1 015 meter över havet.
Terrängen runt Mount Keyser är platt. Trakten är obefolkad. Det finns inga samhällen i närheten.